# Вишнёвый проезд
Вишнёвый прое́зд (до 26 июня 2013 года — проекти́руемый прое́зд № 1599) — проезд в Северо-Западном административном округе города Москвы на территории района Покровское-Стрешнево.

## История
Проезд получил современное название 26 июня 2013 года, до переименования назывался проекти́руемый прое́зд № 1599.

## Расположение
Вишнёвый проезд, являясь продолжением Вишнёвой улицы, проходит от Тушинской улицы на юг до путей Рижского направления Московской железной дороги, поворачивает на юго-восток и проходит параллельно путям, поворачивает на восток и проходит до улицы Свободы. По Вишнёвому проезду не числится домовладений.

## Транспорт

### Наземный транспорт
По Вишнёвому проезду не проходят маршруты наземного общественного транспорта. У северо-западного конца проезда, на Тушинской и Вишнёвой улицах, расположены остановки «Вишнёвая улица» автобусов 62, 96, 102, 678, Т, у юго-восточного, на улице Свободы, — остановки «Тушинская улица» автобусов 248, т70, трамвая 6.

### Метро
- Станция метро «Тушинская» Таганско-Краснопресненской линии — западнее проезда, на проезде Стратонавтов и Тушинской площади.

### Железнодорожный транспорт
Станция Тушино Рижского направления Московской железной дороги — у северо-западного конца проезда, между проездом Стратонавтов и Тушинской улицей.